# Michal Pančík
Michal Pančík (ur. 18 sierpnia 1982 w Breźnie) – słowacki piłkarz, grający w MFK Detva. Występuje na pozycji pomocnika. W reprezentacji Słowacji zadebiutował w 2006 roku. Rozegrał w niej jeden mecz.